# 波塔什尼亞 (拉多梅什利區)
50°22′35″N 29°18′6″E / 50.37639°N 29.30167°E
波塔什尼亞（烏克蘭語：Поташня）是烏克蘭北部的村莊，隸屬日托米爾州的日托米爾區。該村面積0.55平方公里，海拔高度168米，2001年人口123，人口密度每平方公里224.04人。